# سمندر بزرگ ژاپنی
سمندر بزرگ ژاپنی (نام علمی: Andrias japonicus) نام یک گونه از تیره سمندر بزرگ است.